# Brățară

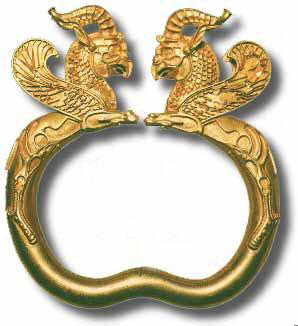
Brăţară antică de aur din Persia

Brățara este un obiect de podoabă în formă de verigă, făcută din metal prețios sau din alt material și purtată la încheietura mâinii sau pe braț.
Există și brățări sub formă de lanț, de care se poate agăța un breloc.